# بوبال
بوبال مدينة قديمة في الهند وهي عاصمة ولاية ماديا براديش (بالهندية: मध्य प्रदेश وتعني بلاد الوسط) والتي تسمى كذلك بقلب الهند باعتبار أنها ولاية تتوسط هذا البلد. يبلغ عدد سكان هذه المدينة 1.5 نسمة. اشتهرت المدينة بأنها كانت مسرحاً لأكبر كارثة صناعية عرفتها البشرية والتي راح ضحيتها آلاف الأشخاص ليلة 2 و3 ديسمبر 1984.

## مدينة بوبال
مدينة بوبال مدينة هندية تقع في وسط الهند وهي عاصمة ولاية ماديا براديش عدد سكانها 1.433.875 نسمة ومساحتها71،23 كم مربع. تحتوي المدينة على مطار مدني.

## معلومات سكانية
وفقًا لتعداد عام 2011، بلغ عدد سكان مدينة بوبال (المنطقة الواقعة تحت سلطة بلدية بوبال) 1,798,218 نسمة، منهم 936,168 من الذكور و050 862 من الإناث. وكان عدد سكان منطقة بوبال الحضرية ( التكتل الحضري الذي يمتد إلى ما وراء مدينة بوبال) 1,886,100 في عام 2011. وبلغ معدل محو الأمية الفعلي (للسكان الذين تتراوح أعمارهم بين 7 سنوات فأكثر) 85.24 في المائة، وبلغت نسبة الإلمام بالقراءة والكتابة بين الذكور والإناث بين 89.2% و80.1%.

### الدين
الدينان الرئيسيان في بوبال هُما الهندوسية والإسلام، يشكل الهندوس 69.20% والمسلمين 26.28% والجاينية 1.35%
والنصرانية 1.12% والبوذية 1.08%، و0.6% معتقدات أخرى.

## كارثة بوبال
حلت بليلة 2 و3 ديسمبر من سنة 1984 أكبر كارثة صناعية عرفتها البشرية بمدينة بوبال حيث تسبب تسرب لغاز قاتل من مصنع يونيون كاربيد في قتل عشرات آلاف الأشخاص. وإلى اليوم وبعد مضي أكثر من 21 سنة من الواقعة الأليمة لا يزال المئات يموتون كل شهر نتيجة لمخلفات هذه الكارثة الصناعية المرعبة.

## أعلام
- شيلا سري براكاش
- شاه جهان بيكم
- أجاي راجو
- أرينوداي سينج
- ناصر حسين
- راغورام راجان